# Второй полулёгкий вес в боксе
Второй полулёгкий вес (англ. Super featherweight, Junior lightweight) — весовая категория в профессиональном боксе между лёгкой и полулёгкой весовыми категориями. Предел веса для дивизиона составляет 130 фунтов (58,967 кг).

## Действующие чемпионы мира
| Организация | Дата завоевания титула | Чемпион            | Рекорд         | Защиты титула |
| ----------- | ---------------------- | ------------------ | -------------- | ------------- |
| WBA         | 25 ноября 2023         | Ламонт Роуч-мл.    | 25-1-1 (10 КО) | 1             |
| WBC         | 2 ноября 2024          | О'Шаки Фостер      | 23-3 (12 КО)   | 0             |
| IBF         | 28 мая 2025            | Эдуардо Нуньес     | 40-2-1 (32 КО) | 0             |
| WBO         | 3 февраля 2023         | Эмануэль Наваррете | 40-2-1 (32 КО) | 3             |